# Arondismentul 19 din Paris
Arondismentul 19 (în franceză 19e arrondissement) este unul dintre cele douăzeci de arondismente din Paris. Este situat pe malul drept al fluviului Sena. Este delimitat la nord de comuna Aubervilliers, la est de comunele Pantin, Les Lilas și Le Pré-Saint-Gervais, la sud de arondismentul 20 și la vest de arondismentele 10 și 18. Include cartierul La Villette.

## Demografie
| An   | Populație                  | Densitate (loc. pe km²) |
| ---- | -------------------------- | ----------------------- |
| 1861 | 76.445                     |                         |
| 1866 | 88.930                     |                         |
| 1872 | 90.639                     |                         |
| 1962 | 159.568                    | 23.514                  |
| 1968 | 148.862                    | 21.937                  |
| 1975 | 144.357                    | 21.273                  |
| 1982 | 162.649                    | 23.968                  |
| 1990 | 165.062                    | 24.324                  |
| 1999 | 172.730                    | 25.454                  |
| 2006 | 186.180                    | 27.420                  |
| 2007 | 187.603 (vârf de populare) | 27.629                  |
| 2009 | 184.787                    | 27.214                  |

## Administrație

### Primăria
| Alegere | Nume             | Partid | Mențiuni                                           |
| ------- | ---------------- | ------ | -------------------------------------------------- |
| 1983    | Jacques Féron    | CNI    | Ales în 1983 și 1989.                              |
| 1994    | Michel Bulté     | PS     | Ales în 1994.                                      |
| 1995    | Roger Madec      | PS     | Ales în 1995, 2001, și 2008, a demisionat în 2013. |
| 2013    | François Dagnaud | PS     | L-a înlocuit pe Roger Madec în 2013, ales în 2014. |

## Locuri

### Instituții
- Archives de Paris

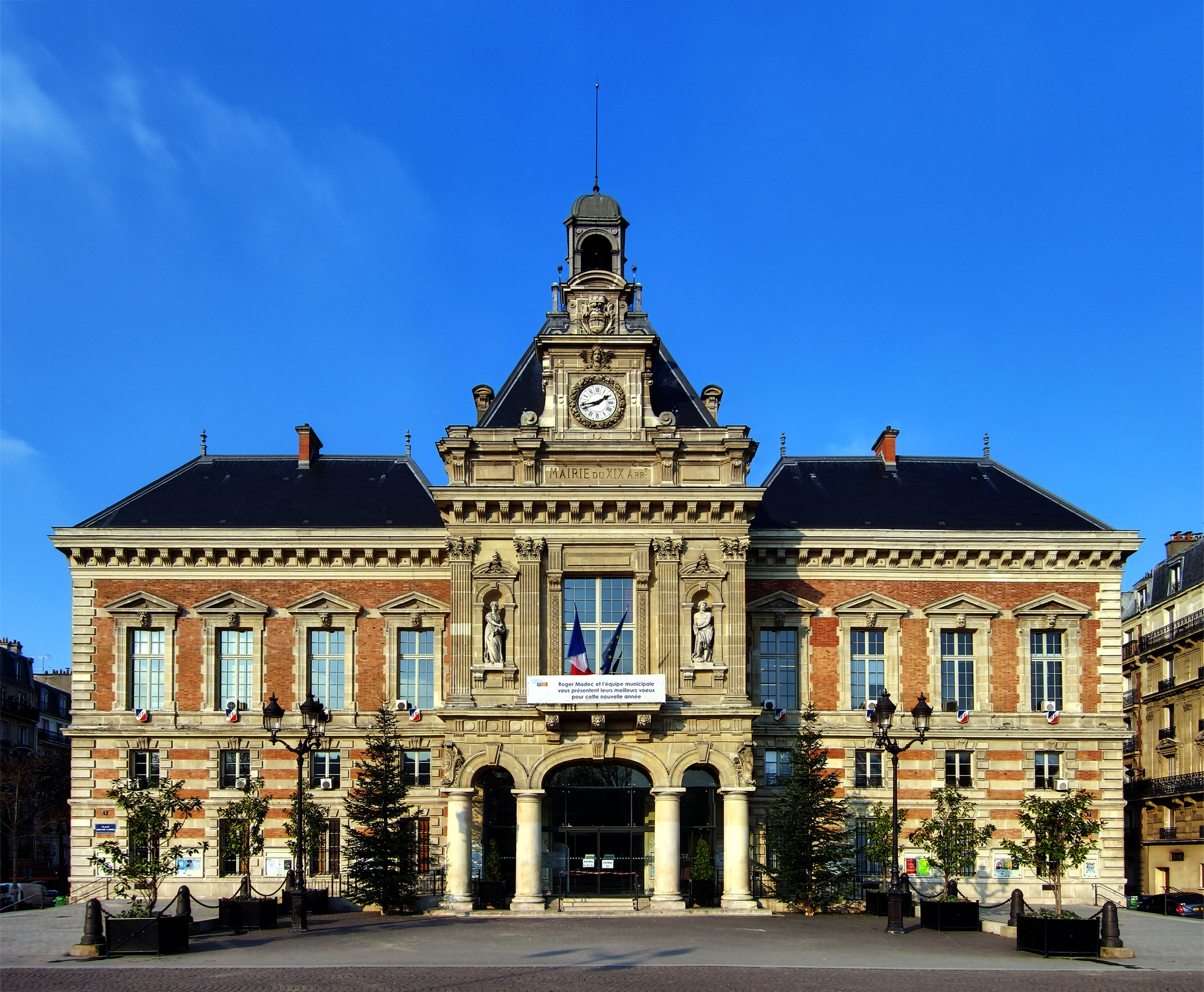
Primăria arondismentului 19

- Conservatoire national supérieur de musique et de danse de Paris
- Hôpital Robert-Debré
- Lycée Henri-Bergson
- sediul Partidului Comunist Francez

### Principalele monumente
- Monumente civile
  - Cité des sciences et de l'industrie
  - Grande halle de la Villette

- Monumente religioase
  - Église de Marie-Médiatrice-de-Toutes-les-Grâces
  - Église Notre-Dame-de-l'Assomption-des-Buttes-Chaumont
  - Église Saint-François-d'Assise
  - Église Saint-Georges
  - Église Saint-Jacques-Saint-Christophe
  - Église Saint-Jean-Baptiste de Belleville

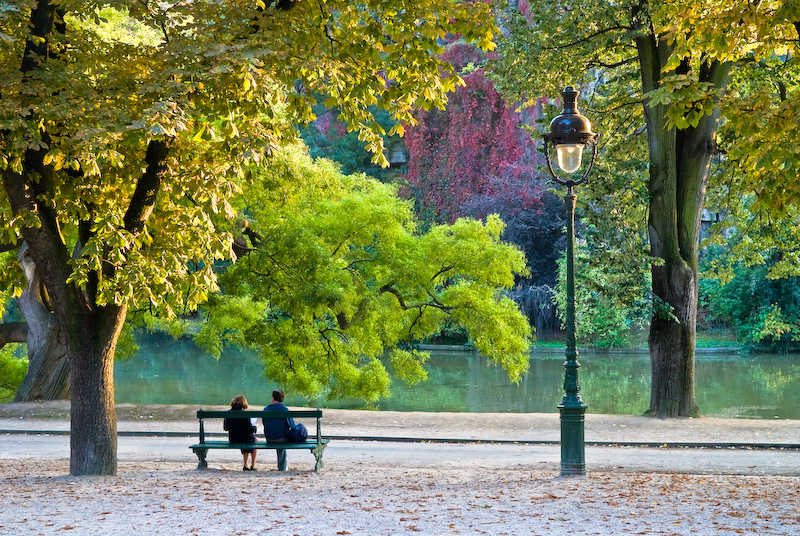
Parc des Buttes-Chaumont

  - Église Saint-Luc
  - Église Sainte-Claire
  - Église Sainte-Colette

- Căi navigabile
  - bassin de la Villette
  - canalul Saint-Denis
  - canal de l'Ourcq

- Facilități sportive
  - Espace sportif Pailleron
  - Piscine Georges-Hermant

- Grădini și parcuri
  - parc des Buttes-Chaumont
  - parc de la Villette

- Sale de spectacole
  - Cité de la musique
  - Philharmonie de Paris

### Piețe și străzi
- avenue de Flandre
- avenue Jean-Jaurès
- porte de Pantin
- porte de la Villette
- rue de Crimée

## Legături externe
- Site-ul oficial